# Kingswear Castle
Kingswear Castle er en fæstning på Englands sydkyst i Devon. Det blev bygget mellem 1491 og 1502 til kystartilleri i form af kanoner.
Som følge af kanonernes begrænsede rækkevidde var fæstningen ved Kingswear beregnet til at samarbejde med Dartmouth Castle på den modsatte bred, så de sammen kunne dække den snævre indsejling til floden Dart. I takt med at krudtvåben udviklede sig og rækkevidden blev øget, udskiftede man kanonerne på Dartmouth Castle, så de kunne sigte længere ud i strædet mod den Engelske Kanal. Dette mindskede Kingswear Castles defensive rolle.
Til forskel fra Dartmouth Castle er Kingswear Castle ejet af Landmark Trust og er generelt ikke åben for offfentligeheden.